# 符永康
符永康，男，1983年出生。中新社记者，现任中国新闻网副总编辑、中新经纬CEO。曾担任中新社尼泊尔分社社长、泰国分社社长。

## 簡歷
符永康于1998-2001年，就读于河南省西华师范学校，普通师范专科，2002年以全省第二名的成绩被保送至河南大学汉语言文学教育专业。2005年考取汕头大学长江新闻与传播学院。
2008年研究生毕业以后入职中新社，先后在总编室、特稿中心（原专稿部）担负采编工作。其间多次赴一线采访重大突发事件，如乌鲁木齐“7·5”事件、山西王家岭矿难、青海玉树地震等；还参与报道全国“两会”、上海世博会、新中国成立60周年、中国共产党建党90周年等重要活动。其中，2008年符永康参与采写的“改革开放三十年”组稿（合写）获第十九届中国新闻奖三等奖。
2013年5月，符永康被委派为中新社尼泊尔分社首任社长，2015年7月至12月担任中新社泰国分社社长。 2016年3月被任命为中新经纬CEO，创办了财经中国V论坛等系列活动。

## 工作经历
- 2008-2010年，中新社总编室，编辑；
- 2010-2013年，中新社特稿中心，记者、主任助理；
- 2013-2015年，中新社尼泊尔分社社长；
- 2015年7-12月，中新社泰国分社社长；
- 2016年3月-今，中国新闻网副总编辑，中新经纬CEO。

## 出版发表
1. 采访纪念中国改革开放30周年、中共十八大、全国“两会”、上海世博会等重大新闻；采访乌鲁木齐“7·5”打砸抢烧、山西王家岭矿难、青海玉树大地震、尼泊尔大地震、印度大选、巴基斯坦首都暴力抗议、曼谷爆炸案等事件。发表各类新闻作品逾千篇。
2. 参与编著《香港回归十年志》（2007年6月山东人民出版社出版）、《华侨华人蓝皮书（2012）》（2012年12月社会科学文献出版社出版）、《世界华文传媒年鉴（2009）》等。